# Bitwa pod Ad Cellas
Bitwa pod Ad Cellas Veteres – starcie zbrojne, które miało miejsce w roku 537 w trakcie pierwszego powstania Stotzasa (536–537).
W 537 r. cesarz Justynian wysłał do Afryki swojego krewnego Germanusa, który zastąpił nieobecnego Belizariusza. Germanus porozumiał się z wodzami Maurów i doprowadził do politycznej izolacji Stotzasa. Następnie podążył za nim do Numidii, gdzie w bitwie pod Ad Cellas pokonał przeciwnika i zdobył jego obóz. Stotzas schronił się w górach Mauretanii i dopiero po kilku latach ponownie pojawił się na scenie.